# Adrimus
Adrimus is een geslacht van kevers uit de familie van de loopkevers (Carabidae). De wetenschappelijke naam van het geslacht is voor het eerst geldig gepubliceerd in 1871 door Bates.

## Soorten
Het geslacht Adrimus omvat de volgende soorten:
- Adrimus aenescens Tschitscherine, 1900
- Adrimus affinis Tschitscherine, 1900
- Adrimus balli Straneo, 1993
- Adrimus claripes Straneo, 1993
- Adrimus creperus Bates, 1872
- Adrimus elytralis Straneo, 1993
- Adrimus fuscipes (Brulle, 1834)
- Adrimus geminatus Bates, 1872
- Adrimus irideus Straneo, 1993
- Adrimus latibasis Straneo, 1993
- Adrimus longior Straneo, 1993
- Adrimus matoanus Straneo, 1993
- Adrimus microderus Bates, 1872
- Adrimus olivaceus Bates, 1882
- Adrimus paulensis Straneo, 1993
- Adrimus proximus Straneo, 1993
- Adrimus rufangulus Bates, 1872
- Adrimus suturalis Straneo, 1993
- Adrimus uruguaicus Tschitscherine, 1903
- Adrimus ventralis Straneo, 1993
- Adrimus virens Tschitscherine, 1901
- Adrimus viridescens (Bates, 1871)